# Diocesi di Novo Hamburgo
La diocesi di Novo Hamburgo (in latino Dioecesis Novohamburgensis) è una sede della Chiesa cattolica in Brasile suffraganea dell'arcidiocesi di Porto Alegre. Nel 2023 contava 753.000 battezzati su 1.109.000 abitanti. È retta dal vescovo João Francisco Salm.

## Territorio
La diocesi comprende 23 comuni dello stato brasiliano del Rio Grande do Sul: Novo Hamburgo, Araricá, Campo Bom, Canela, Dois Irmãos, Estância Velha, Gramado, Igrejinha, Ivoti, Lindolfo Collor, Morro Reuter, Nova Hartz, Nova Petrópolis, Parobé, Picada Café, Presidente Lucena, Riozinho, Rolante, Santa Maria do Herval. São Leopoldo, Sapiranga, Taquara, Três Coroas.
Sede vescovile è la città di Novo Hamburgo, dove si trova la cattedrale di San Luigi Gonzaga.
Il territorio si estende su una superficie di 3.598 km² ed è suddiviso in 49 parrocchie, raggruppate in 6 zone pastorali: Novo Hamburgo, Dois Irmãos, São Leopoldo, Sapiranga, Serra e Taquara.

## Storia
La diocesi è stata eretta il 2 febbraio 1980 con la bolla Cum sacer Praesul Ecclesiae di papa Giovanni Paolo II, ricavandone il territorio dall'arcidiocesi di Porto Alegre.

## Cronotassi dei vescovi
Si omettono i periodi di sede vacante non superiori ai 2 anni o non storicamente accertati.
- Aloísio Sinésio Bohn † (13 febbraio 1980 - 27 giugno 1986 nominato vescovo di Santa Cruz do Sul)
- Carlos José Boaventura Kloppenburg, O.F.M. † (8 agosto 1986 - 22 novembre 1995 ritirato)
- Osvino José Both (22 novembre 1995 - 7 giugno 2006 nominato ordinario militare del Brasile)
- Zeno Hastenteufel † (28 marzo 2007 - 19 gennaio 2022 ritirato)
- João Francisco Salm, dal 19 gennaio 2022

## Statistiche
La diocesi nel 2023 su una popolazione di 1.109.000 persone contava 753.000 battezzati, corrispondenti al 67,9% del totale.
| anno | popolazione | popolazione | popolazione | presbiteri | presbiteri | presbiteri | presbiteri                | diaconi | religiosi | religiosi | parrocchie |
| anno | battezzati  | totale      | %           | numero     | secolari   | regolari   | battezzati per presbitero | diaconi | uomini    | donne     | parrocchie |
| ---- | ----------- | ----------- | ----------- | ---------- | ---------- | ---------- | ------------------------- | ------- | --------- | --------- | ---------- |
| 1979 | ?           | 405.000     | ?           | 102        | 35         | 67         | ?                         |         | 123       |           | 30         |
| 1990 | 425.000     | 530.000     | 80,2        | 106        | 49         | 57         | 4.009                     | 1       | 122       | 386       | 37         |
| 1999 | 579.874     | 963.231     | 60,2        | 121        | 72         | 49         | 4.792                     | 5       | 77        | 314       | 44         |
| 2000 | 753.836     | 1.007.768   | 74,8        | 121        | 68         | 53         | 6.230                     | 10      | 89        | 332       | 44         |
| 2001 | 860.000     | 1.051.319   | 81,8        | 121        | 69         | 52         | 7.107                     | 10      | 103       | 323       | 44         |
| 2002 | 877.300     | 1.072.345   | 81,8        | 122        | 71         | 51         | 7.190                     | 9       | 103       | 319       | 44         |
| 2003 | 868.640     | 1.134.739   | 76,5        | 123        | 70         | 53         | 7.062                     | 10      | 96        | 376       | 44         |
| 2004 | 721.338     | 961.783     | 75,0        | 121        | 68         | 53         | 5.961                     | 10      | 107       | 353       | 44         |
| 2013 | 790.000     | 1.049.000   | 75,3        | 116        | 89         | 27         | 6.810                     | 36      | 56        | 282       | 47         |
| 2016 | 721.649     | 1.027.708   | 70,2        | 143        | 95         | 48         | 5.046                     | 36      | 69        | 212       | 49         |
| 2019 | 758.000     | 1.094.907   | 69,2        | 128        | 94         | 34         | 5.921                     | 42      | 66        | 320       | 49         |
| 2021 | 747.246     | 1.110.235   | 67,3        | 125        | 93         | 32         | 5.977                     | 46      | 64        | 320       | 49         |
| 2023 | 753.000     | 1.109.000   | 67,9        | 120        | 88         | 32         | 6.275                     | 49      | 64        | 232       | 49         |